# Ariel Rearte
Ariel Rearte (Resistencia, 11 aprile 1976) è un allenatore di pallacanestro argentino.

## Carriera
Ha guidato il Paraguay ai Campionati americani del 2013.